# Astrid (satellite)
Pour les articles homonymes, voir Astrid.
Astrid est le nom de deux microsatellites conçus et développés par la Swedish Space Corporation pour l'agence spatiale suédoise (Swedish National Space Board). 
Ils ont été lancés par un lanceur léger Cosmos-3M depuis le cosmodrome de Plessetsk, en Russie, Astrid 1 le 24 janvier 1995 et Astrid 2 le 10 décembre 1998.